# Капска видра
Капската видра (Aonyx capensis) е вид хищен африкански бозайник от семейство Порови. Това е втората по големина на тялото сладководна видра. Характеризира се с частично лопатковидна форма на безноктестата ръка откъдето идва и другото име, с което е наричан вида – Африканска безнокта видра.

## Разпространение и местообитание
Капската видра обитава постоянни водоеми, разположени в близост до саваната, както равнинни и горски местности в Субсахарска Африка, с изключение на басейна на река Конго и сухите райони.

## Класификация
Капската видра еволюира през плейстоцен. Изследнавията сочат, че видът е родствен с изчезналата Сардинска видра – Megalenhydris.
Mammal Species of the World описва шест подвида на капската видра Aonyx capensis:
- Aonyx capensis capensis (Schinz, 1821)
- Aonyx capensis hindei (Thomas, 1905)
- Aonyx capensis meneleki (Thomas, 1903)
- Aonyx capensis congica (Lönnberg, 1910) – камерунска безнокта видра
- Aonyx capensis microdon (Pohle, 1920) – камерунска видра[5]
- Aonyx capensis philippsi (Hinton, 1921)

Други автори отделят камерунската безнокта видра в отделен вид (Aonyx congicus). Според същите източници подвидовете на капската видра са три – първите от списъка.

## Морфологични особености
Африканската безнокта видра има дебела кожа и гладка козина, която в областта на корема е копринена при допир. Цветът на козината е кафяв като муцуната, врата и гръдния кош е бяла. При младите екземпляри и коремът е бял. Косъмът е с дължина 5 - 6 mm като в областта на гърба достига до 1 cm..
Дължината на тялото варира от 70 до 100 cm, а опашката е с размери 40 - 70 сантиметра. Средното тегло на животното е 12 - 21 kg. Ушите са малки и кръгли, около 3cm. Лапите имат лопатковидна форма, с пет пръста като палецът не се противопоставя на останалите. Нокти липсват на предните крайници, а при задните е възможно да има на средните пръсти. Те обаче са малки и наподобяват на човешки. Предните лапи са много чувствителни и пръстите са много мобилни. Черепът е голям и плосък със сравнително малки орбити и широка муцуна. Зъбите са големи и плоски като се използват за раздробяване на плячката.

## Начин на живот и хранене
Капските видри се хранят основно с водни видове животни – раци, риби, жаби и червеи. Те се гмуркат във водата като преследват плячката. След като я уловят я изнасят на брега за да я изядат. Ръцете им са приспособени за копаене в тинестото дъно и откриване на плячката. Мустаците им са изключително чувствителни и случат като сензори улавящи движението на плячката.

## Размножаване
Чифтосването се извършва през дъждовния сезон през декември. След това двойките се развалят и всеки заживява поединично. Женските раждат рано напролет по 2 - 5 малки. Младите се отглеждат изцяло от женските. Бременността продължава около 2 месеца (63 дни). Отбиването на малките става на 45 – 60 ден, а половата зрялост настъпва на около 1 година след раждането.